# Chelostoma marginatum
Chelostoma marginatum är en biart som beskrevs av Michener 1938. Chelostoma marginatum ingår i släktet blomsovarbin, och familjen buksamlarbin. Inga underarter finns listade i Catalogue of Life.